# کیرا کاس
کیرا کاس (انگلیسی: Kiera Cass؛ متولد ۱۹ مه ۱۹۸۱) نویسنده آمریکایی داستان‌های بزرگسالان جوان است که بیشتر برای مجموعه انتخاب شناخته شده است.

## حرفه
کاس در کارولینای جنوبی متولد و بزرگ شد و از دبیرستان سوکایتی فارغ التحصیل شد. او تبار پورتوریکویی است. او قبل از انتقال به دانشگاه رادفورد در دانشگاه کارولینای ساحلی شرکت کرد. او از رادفورد با مدرک تاریخ فارغ التحصیل شد. اولین کتاب از سه گانه انتخاب، در سال ۲۰۱۲ توسط HarperTeen منتشر شد. حقوق تلویزیون برای این سه گانه توسط شبکه تلویزیونی سی‌دابلیو انتخاب شد و دو سکانس آزمایشی فیلمبرداری شد، اما هیچکدام برای یک سریال کامل انتخاب نشدند. در آوریل ۲۰۱۵، حقوق فیلم برای سه گانه انتخاب توسط برادران وارنر خریداری شد. در ماه مه ۲۰۱۳، کاس اعلام کرد که در حال کار بر روی سریالی است که هنوز نامش را ۲۳۸ در شبکه‌های اجتماعی نامیده است و توسط هارپر کالینز منتشر خواهد شد. سریال کنسل شد و کاس پروژه‌های دیگری را دنبال کرد. در ۱۴ آگوست ۲۰۱۴، کیرا کاس اعلام کرد که مجموعه انتخاب به کتاب‌های بیشتری گسترش خواهد یافت. اول، نخبگان، در سال ۲۰۱۳ منتشر شد. وارث در سال ۲۰۱۵ دنباله‌ی آن منتشر شد. کاس کتاب دیگری را پس از وارث به نام تاج معرفی کرد که در ۳ مه ۲۰۱۶ منتشر شد. در ۲۰ آگوست ۲۰۱۵، کیرا کاس اعلام کرد که کتاب اصلی خود به نام سایرن بازنویسی و در ۲۶ ژانویه ۲۰۱۶ منتشر شد. در ۷ اکتبر ۲۰۱۹، کیرا کاس اعلام کرد که رمان نامزد او در ۵ مه ۲۰۲۰ منتشر شد. این به دنبال هالیس بریت، دختری از اشراف بود که پادشاه جیمسون کوروآ خواستار ملکه شدن او شد. هالیس عاشق یکی از افراد عادی ایزولتن به نام سیلاس شد و او مجبور به انتخاب یکی از آن‌هاست. این کتاب یکی از پرفروش‌ترین کتاب‌های نیویورک تایمز شد. دنباله‌ی نامزد با عنوان خیانت در ۲۹ ژوئن ۲۰۲۱ منتشر شد. کیرا در حال حاضر روی رمانی با عنوان هزار ضربان قلب کار می‌کند که قرار است در ۶ دسامبر ۲۰۲۲ منتشر شود.

## انتخاب
مجموعه انتخاب، چیزی است که کاس بیشتر به خاطر آن شناخته می‌شود، مجموعه‌ای متشکل از پنج رمان بزرگسالان جوان است که در کشور تخیلی ایلیا، به طور رسمی آمریکای شمالی و مرکزی اتفاق می‌افتد. این کتاب‌ها، در مورد مسابقه‌ای است که به عنوان انتخاب شناخته می‌شود، جایی که شهروندان ایلیا برای ازدواج با وارث پادشاه فعلی با هم رقابت می‌کنند. سه کتاب اول از دیدگاه اِمریکا سینگر است که پس از رشوه از مادرش که نمی‌داند عاشق آسپن است و که طبقه‌ای پایین‌تر از او است به انتخاب می‌پیوندد. دو دنباله، وارث و تاج، از دیدگاه پرنسس ادلین، دختر اول پرنس ماکسون و اِمریکا سینگر نوشته شده است.

## سایرن
کاس همچنین نویسنده سایرن است. این کتاب در مورد کالِن است، دختری که خانواده خود را در کشتی کروز واژگون کرد و سپس به عنوان سایرن انتخاب شد و باید صد سال به اقیانوس خدمت کند. صدای او برای انسان‌ها کشنده است. سپس یک روز با آکینلی، پسر رویاهایش آشنا می‌شود و می‌خواهد با او باشد اما نمی‌تواند. او برای مدتی با احساسات خود دست و پنجه نرم می‌کند زیرا خواهران او سعی می‌کنند او را از آکینلی دور کنند. کایرا، در ابتدا خود، سایرن را به صورت آنلاین در سال ۲۰۰۸ منتشر کرد. در ۲۶ ژانویه ۲۰۱۶، پس از کاس بازنویسی آن به نسخه به روز شده توسط هارپر کالینز منتشر شد.